# Rajend Mesthrie
Rajend Mesthrie (ur. 1954 w Durbanie) – południowoafrykański lingwista (językoznawca ogólny, socjolingwista). Zajmuje się przede wszystkim socjolingwistyką, ze szczególnym naciskiem na zjawiska kontaktu językowego i wariacji w RPA.
Magisterium z zakresu językoznawstwa uzyskał na Uniwersytecie Teksańskim w Austin. Doktoryzował się w 1985 r. na Uniwersytecie Kapsztadzkim.
Jest redaktorem serii wydawniczej Key Topics in Sociolinguistics. Współredagował czasopismo naukowe „English Today”. Należy do rad 12 innych czasopism z zakresu socjolingwistyki, lingwistyki historycznej, globalizacji, języka angielskiego, socjolingwistyki południowoafrykańskiej, socjologii oraz afrykanistyki.

## Wybrana twórczość
Wśród publikacji można wymienić:
- Standardisation and variation in South African English (1994)[7]
- Language in South Africa (2002)[4]
- World Englishes (współautorstwo, 2008)[4]
- Introducing Sociolinguistics (współautorstwo; 2006, 2009)[4]
- A Dictionary of South African Indian English (2010)[4]
- Eish, but is it English?: celebrating the South African variety (2013)[4]